# إلياهو غولومب

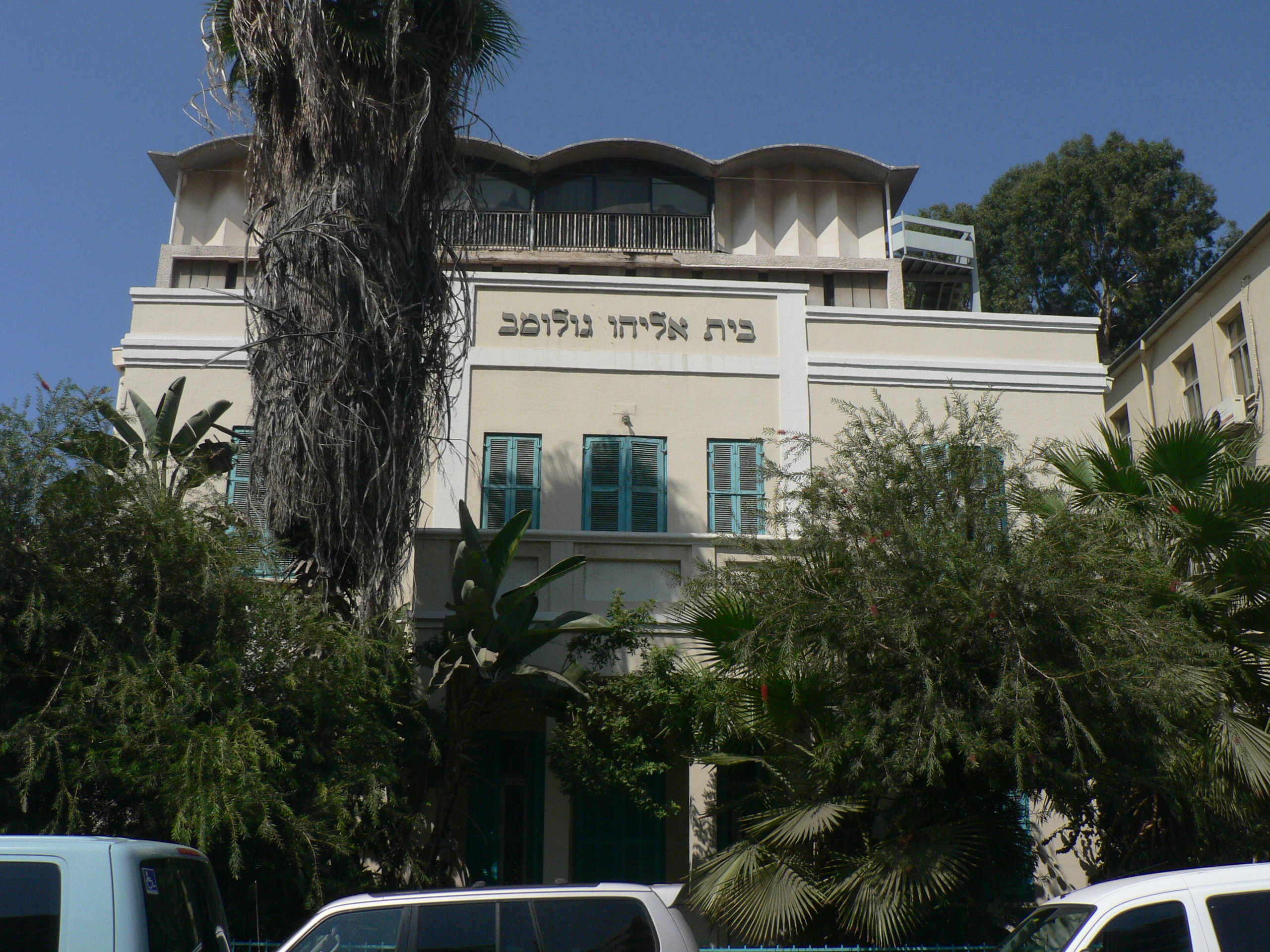
منزل إيلياهو جولومب على شارع روتشيلد 23، تل أبيب، إسرائيل

إلياهو غولومب (بالعبرية: אליהו גולומב؛ 2 مارس 1893 - 11 يونيو 1945)، يشار إليه أيضًا باسم إلياهو بن نفتالي، كان "المؤسس غير الرسمي" للهاغاناه، وأحد المهندسين المعماريين لمنظمات الدفاع اليهودية في فلسطين خلال الانتداب البريطاني. كان عضواً في اللجنة المركزية للهاغاناه من عام 1920 إلى عام 1930 وعضوًا في المقر القومي من عام 1931 إلى عام 1945. كان أيضاً أحد مؤسسي حزب أحدوت هعفودا والهستدروت (الاتحاد العام للعمل).